# 1889 en el cinema
Aquest article és una llista d'esdeveniments sobre el cinema que es van produir durant el 1889.

## Esdeveniments
- Eastman Kodak és la primera empresa a comercialitzar pel·lícula flexible i transparent a partir d'una base de cel·luloide.
- Els primers films filmats en pel·lícula de cel·luoide els realitza William Friese Greene a Hyde Park (Londres).[1]
- William K. L. Dickson, treballant per Thomas Edison, crea la primera pel·lícula cinematogràfica coneguda rodada als Estats Units, la pel·lícula de Monkeyshines, No. 1.

## Pel·lícules
- Hyde Park Corner, les primeres imatges en moviment desenvolupades en pel·lícula de cel·luloide i Leisurely Pedestrians, Open Topped Buses and Hansom Cabs with Trotting Horses, una pel·lícula perduda, dirigida per William Friese-Greene
- Monkeyshines No. 1 – fonts contradictòries indiquen que es va gravar al juny del 1889 o al novembre del 1890.

## Naixements

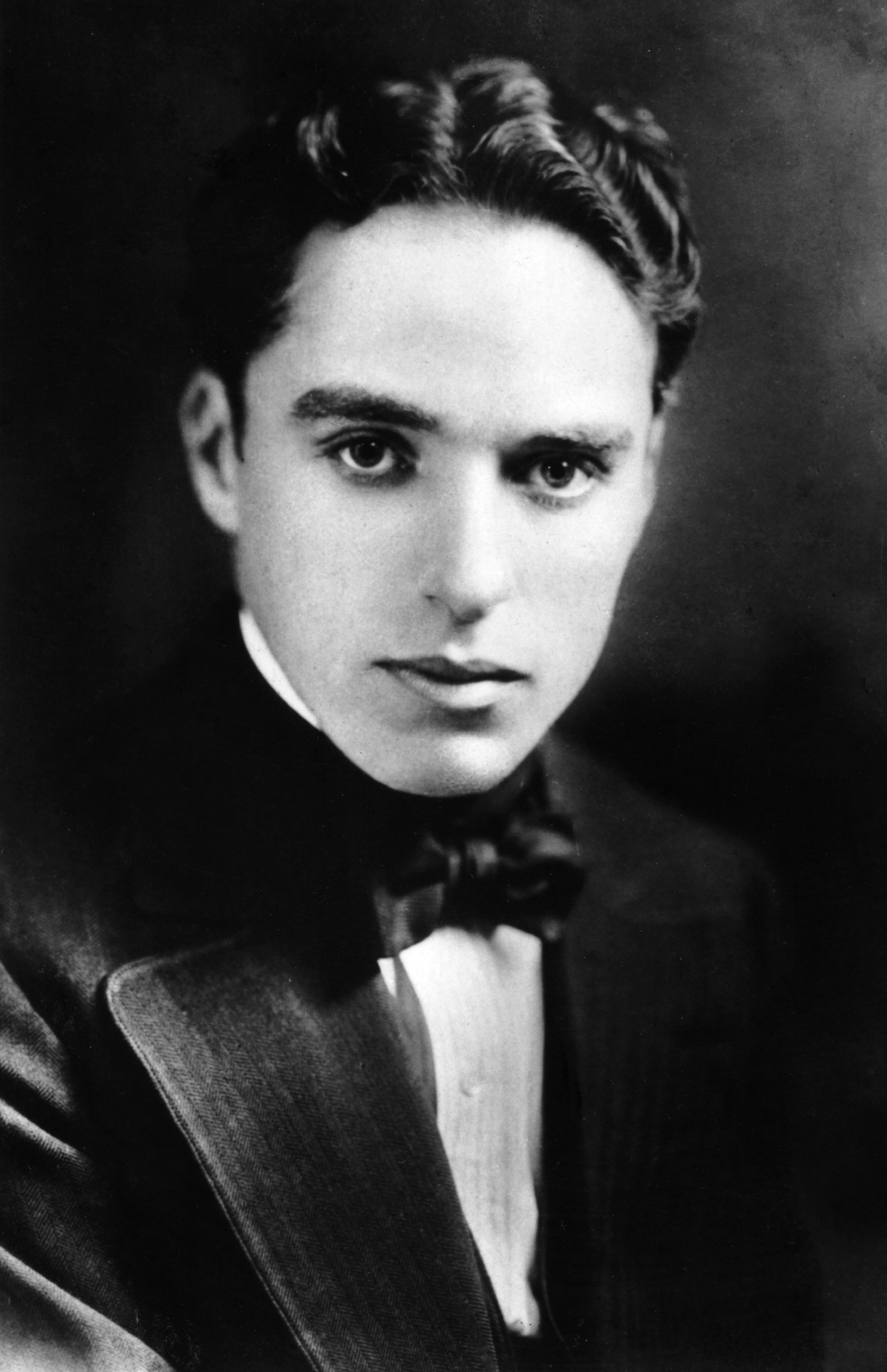
Charles Chaplin

- Charles Chaplin3 de febrer – Carl Theodor Dreyer, Director danès (mort el 1981)
- 7 de febrer – Belle Adair, actriu estatunidenca (morta el 1926)
- 8 de febrer – Siegfried Kracauer, periodista i crític de cinema alemany (mort el 1966)
- 23 de febrer 
  - Musidora, Actriu, directora i guionista francesa (morta el 1957)
  - Victor Fleming, Director i càmera estatunidenc (mort el 1949)
- 4 de març– Pearl White, Actriu estatunidenca (morta el 1938)
- 21 de març– W.S. Van Dyke, Director estatunidenc (mort el 1943)
- 16 d'abril– Charlie Chaplin, Actor, director, productor i guionista britànic (mort el 1977)[2]
- 26 d'abril – Anita Loos, Escriptora, productora i guionista estatunidenca (morta el 1981)
- 3 de maig – Beulah Bondi, Actriu estatunidenca (morta el 1981)
- 17 de maig – Dorothy Gibson, Actriu estatunidenca (morta el 1946)
- 20 de maig – Karin Molander, Actriu sueca (morta el 1978)
- 31 de maig – Athene Seyler, Actriu britànica (morta el 1990)
- 11 de juny – Wesley Ruggles, Director i productor estatunidenc (mort el1972)
- 15 de juny 
  - Marjorie Rambeau, Actriu estatunidenca (morta el 1970)
  - Salka Viertel, Actriu i guionista austrohongaresa (morta el 1978)
- 27 de juliol – Jean Cocteau. Director francès (mort el 1963)
- 27 de juliol – Vera Karalli, Actriu i ballerina russa (morta el 1972)
- 8 d'agost– Hans Egede Budtz, Actor danès (mort el 1968)
- 24 d'agost– Tom London, Actor estatunidenc (mort el 1963)
- 1 d'octubre – Minta Durfee, Actriu estatunidenca (morta el 1975)
- 25 d'octubre – Abel Gance, Director francès (mort el 1981)
- 10 de novembre – Claude Rains, Actor britànic nacionalitzat estatunidenc (mort el 1967)
- 19 de novembre – Clifton Webb, Actor estatunidenc (mort el 1966)
- 10 de desembre– Ray Collins, Actor estatunidenc (mort el 1965)